# Caproni Ca.163
Il Caproni Ca.163 era un monomotore biplano, con configurazione sesquiplana invertita, da turismo realizzato dall'azienda italiana Aeronautica Caproni nel 1938.

## Storia del progetto
Progettato da Raffaele Conflenti, il Ca.163 era stato concepito, probabilmente come iniziativa privata, come possibile sostituto del precedente Ca.100, per affiancarlo e sostituirlo nelle scuole di volo civili e militari della Regia Aeronautica. Venne costruito negli stabilimenti di Taliedo in un solo esemplare che rimase allo stadio di prototipo ma che servì come base per sviluppare il successivo biposto Ca.164 che, pur non raccogliendo il medesimo successo commerciale del "Caproncino", venne comunque realizzato in 380 esemplari.

## Tecnica
Il Ca.163 era un monomotore biplano di impostazione classica per l'epoca. La fusoliera era realizzata con struttura in tubi d'acciaio saldati e rivestita in tela tranne nella parte anteriore, interamente metallica. L'abitacolo era singolo ed aperto, protetto da un piccolo parabrezza, e posizionato all'altezza del bordo d'uscita dell'ala superiore. La parte posteriore terminava in un impennaggio classico monoderiva dotato di piani orizzontali controventati. La configurazione alare era sesquiplana invertita, con l'ala superiore di dimensioni inferiori di quella inferiore, collegate tra loro e la fusoliera da una serie di montanti in tubi metallici, soluzione adottata anche dal precedente Ca.100 e caratteristica di altri modelli realizzati dalla Caproni. Il carrello d'atterraggio era un triciclo classico, fisso, anteriormente completamente carenato ed integrato posteriormente da un ruotino d'appoggio. La motorizzazione era affidata ad un 4 cilindri in linea Walter Minor 4 da 110 CV (81 kW) collegato ad un'elica bipala in legno a passo fisso.

## Esemplari attualmente esistenti
L'unico esemplare costruito è sopravvissuto alla sua successiva versione di serie, il Ca.164, ed è attualmente esposto, dopo essere stato revisionato nei minimi particolari, presso il Museo dell'Aeronautica Gianni Caproni di Trento. Presenta la livrea originale argentea tipica dei prototipi con il simbolo CT racchiuso nel cerchio visibile sul lato della fusoliera a significare Caproni-Taliedo, lo stabilimento di produzione.